# Vedermos
Vedermos (Fissidens) is geslacht van mossen uit de vedermosfamilie (Fissidentaceae). Het geslacht wordt gekenmerkt door een bijzondere bladstand met de bladeren in twee tegenover elkaar staande rijen, waardoor de plant wat lijkt op een veervormige blad. 
Onder de soorten zijn er veel warmte- en vochtminnende soorten, daarom komen de meeste voor in de tropen. Er komen echter ook enkele soorten voor in het noordpoolgebied.

## Kenmerken
De bladeren zelf zijn samengesteld uit twee bladdelen, de bovenvleugel en de ondervleugel, die samengevouwen zijn in de vorm van een punt.
Het peristoom van de Fissidentaceae bestaat uit 16 tanden, elk in tweeën gesplitst. 

## Soorten
Enkele soorten met een Nederlandse naam:
- Dwergvedermos (Fissidens exilis)
- Gekromd vedermos (Fissidens incurvus)
- Gewoon riviervedermos (Fissidens crassipes)
- Gezoomd vedermos (Fissidens bryoides)
- Groot vedermos (Fissidens adianthoides)
- Kalkvedermos (Fissidens dubius)
- Klein beekvedermos (Fissidens pusillus)
- Klein gezoomd vedermos (Fissidens viridulus)
- Klein riviervedermos (Fissidens arnoldii)
- Kleivedermos (Fissidens taxifolius)
- Slank riviervedermos (Fissidens rufulus)
- Steenvedermos (Fissidens gracilifolius)
- Varenvedermos (Fissidens osmundoides)
- Vloedvedermos (Fissidens gymnandrus)
- Zwakgezoomd vedermos (Fissidens bambergeri)